# 대한민국 형법 제318조
대한민국 형법 제318조는 비밀침해죄 고소에 대한 형법조문이다. <개정 1995.12.29>

## 조문
제318조(고소) 본 장의 죄는 고소가 있어야 공소를 제기할 수 있다. 

第318條(告訴) 本章의 罪는 告訴가 있어야 公訴를 제기할 수 있다. <改正 1995.12.29.>

## 같이 보기
- 비밀침해죄
- 친고죄